# Last One
Last One — шостий студійний альбом російського реп-виконавця і музиканта Morgenshtern, випущений 21 жовтня 2022 року, за словами виконавця, його останній альбом російською мовою.

## Передісторія
24 листопада 2021 року, після звинувачень голови Слідчого комітету РФ Олександра Бастрикіна у торгівлі наркотиками в соціальних мережах, Алішер виїхав з Росії в ОАЕ.
24 лютого 2022 року висловився проти російського вторгнення в Україну. Моргенштерн звернувся до російських солдатів: «Товариші солдати, а в чому прикол йти помирати за наказом великих дядьків? І взагалі, на**й воювати, якщо можна тра**тися, пити вино і танцювати. Не розумію... Воювати вже не модно.»
6 травня 2022 року міністерство юстиції Російської Федерації оголосило Алішера Моргенштерна «іноземним агентом» (за російським законодавством, фізична особа, яка будучи резидентом Росії та не маючи дипломатичного імунітету, діє в інтересах іншої країни, що накладає обмеження на її діяльність).
Влітку 2022 Моргенштерн оголосив про наміри випустити останній альбом російською мовою. У своєму відеозверненні артист заявив, що він має безліч треків, які він може випускати раз на місяць і нічого не робити протягом трьох років. «Але тут постає таке питання: а три роки взагалі людство проживе ще? А якщо проживе, то як артист у Росії зможу прожити стільки? Чи завтра мене позбавлять громадянства та заборонять згадувати?», сказав репер, після чого вирішив об'єднати треки в один альбом, додавши: «а потім я, як Ваня Face, піду англійською писати». Також, Алішер анонсував концертний тур по США.
У жовтні 2022 року Алішер продемонстрував трек-лист альбому, серед гостей числяться The Limba, Замай, ЛСП, Kizaru, Федук та Мілани (Мілана Хаметова та Milana Star). Трек-лист був сприйнятий аудиторією жартівливим, оскільки: Kizaru тривалий час відмовляється співпрацювати з Моргенштерном; трек «Бомж» з Федуком є посиланням на слова Федука про співпрацю артистів: «Навіть якщо буду бомжем, не почуєте ви сумочки з Моргенштерном»; дис на Скриптоніта суперечить словам Алішера про любов до творчості Аділя. На опублікований трек-лист Kizaru відповів: «Я тебе прошу, чел, дай мені спокій. Я розумію: маркетинг, усі справи. Ти кажеш усім, що мій фанат, так май хоч якусь повагу тоді, хоча навряд чи ти знайомий з таким словом».

## Список композицій
Гостями альбому є The Limba, ЛСП, Елджей, ENTYPE. У пісні «TATU» звучить вокал Міши Крупіна.
| #     | Назва                                            | Автор                        | Продюсер                | Тривалість |
| ----- | ------------------------------------------------ | ---------------------------- | ----------------------- | ---------- |
| 1.    | «*»                                              | Алішер Моргенштерн           | Morgenshtern            | 0:28       |
| 2.    | «TEASER»                                         | Алішер Моргенштерн           | Андрій Катіков          | 3:03       |
| 3.    | «BESTIE»                                         | Алішер Моргенштерн The Limba | Palagin                 | 1:55       |
| 4.    | «TATU»                                           | Алішер Моргенштерн           | Palagin                 | 2:22       |
| 5.    | «ГЕРОЙ (skit)»                                   | Алішер Моргенштерн           | MORGENSHTERN            | 0:15       |
| 6.    | «CCTV»                                           | Алішер Моргенштерн           | Palagin                 | 2:34       |
| 7.    | «UGU»                                            | Алішер Моргенштерн           | Palagin                 | 2:37       |
| 8.    | «SHEIKH»                                         | Алішер Моргенштерн           | Palagin                 | 2:09       |
| 9.    | «Дор Блю»                                        | Алішер Моргенштерн ЛСП       | Palagin                 | 2:56       |
| 10.   | «GUF DISS»                                       | Алішер Моргенштерн           | Palagin                 | 2:23       |
| 11.   | «B»                                              | Алішер Моргенштерн           | Palagin                 | 3:01       |
| 12.   | «Вернуть Прошлое (Skit)»                         | Алішер Моргенштерн           | MORGENSHTERN            | 0:25       |
| 13.   | «BALANCE»                                        | Алішер Моргенштерн           | BLACKCHAIN              | 2:48       |
| 14.   | «Ночь, Такси, Заметки»                           | Алішер Моргенштерн           | Андрій Катіков, Palagin | 2:48       |
| 15.   | «я понял (skit)»                                 | Алішер Моргенштерн           | MORGENSHTERN            | 1:20       |
| 16.   | «Eeee»                                           | Алішер Моргенштерн           | Андрій Катіков          | 2:38       |
| 17.   | «KATRINA»                                        | Алішер Моргенштерн           | Palagin, Андрій Катіков | 2:57       |
| 18.   | «LOCATION»                                       | Алішер Моргенштерн Елджей    | Palagin                 | 2:29       |
| 19.   | «10 секунд тишины перед последним треком (skit)» | Алішер Моргенштерн           | MORGENSHTERN            | 0:10       |
| 20.   | «Вставал Падал»                                  | Алішер Моргенштерн ENTYPE    | Moreno Tyrone Gijsbers  | 2:17       |
| 41:41 |                                                  |                              |                         |            |

## Чарти
| Чарт (2022)               | Найвища позиція |
| ------------------------- | --------------- |
| Росія (iTunes)            | 1               |
| Болгарія (iTunes)         | 30              |
| Естонія (iTunes)          | 40              |
| Естонія (Apple Music)     | 1               |
| Казахстан (Apple Music)   | 1               |
| Киргизстан (Apple Music)  | 1               |
| Латвія (Apple Music)      | 1               |
| Литва (Apple Music)       | 1               |
| Молдова (Apple Music)     | 1               |
| Росія (Apple Music)       | 1               |
| Таджикистан (Apple Music) | 1               |
| Україна (Apple Music)     | 1               |
| Вірменія (Apple Music)    | 2               |
| Азербайджан (Apple Music) | 2               |
| Кіпр (Apple Music)        | 3               |
| Білорусь (Apple Music)    | 4               |
| Сербія (Apple Music)      | 6               |
| Болгарія (Apple Music)    | 7               |
| Чехія (Apple Music)       | 7               |
| Фінляндія (Apple Music)   | 7               |
| Польща (Apple Music)      | 7               |
| Туреччина (Apple Music)   | 8               |
| Узбекистан (Apple Music)  | 8               |
| Ізраїль (Apple Music)     | 9               |
| ОАЕ (Apple Music)         | 16              |
| Мадагаскар (Apple Music)  | 23              |
| Словаччина (Apple Music)  | 24              |
| Словенія (Apple Music)    | 26              |
| Мальта (Apple Music)      | 32              |
| Румунія (Apple Music)     | 35              |
| Монголія (Apple Music)    | 40              |
| Австралія (Apple Music)   | 41              |
| Ірландія (Apple Music)    | 41              |
| Люксембург (Apple Music)  | 46              |
| Данія (Apple Music)       | 57              |
| Нідерланди (Apple Music)  | 62              |
| Португалія (Apple Music)  | 68              |
| Німеччина (Apple Music)   | 77              |
| Іспанія (Apple Music)     | 82              |
| Угорщина (Apple Music)    | 92              |

| Чарт (2022)               | Пісня                                   | Найвища позиція |
| ------------------------- | --------------------------------------- | --------------- |
| Естонія (Apple Music)     | Teaser                                  | 1               |
| Латвія (Apple Music)      | Teaser                                  | 1               |
| Росія (Apple Music)       | Teaser                                  | 1               |
| Молдова (Apple Music)     | Teaser                                  | 4               |
| Литва (Apple Music)       | Teaser                                  | 15              |
| Україна (Apple Music)     | Teaser                                  | 18              |
| Казахстан (Apple Music)   | Teaser                                  | 43              |
| Таджикистан (Apple Music) | Teaser                                  | 53              |
| Киргизстан (Apple Music)  | Teaser                                  | 60              |
| Азербайджан (Apple Music) | Teaser                                  | 92              |
| Вірменія (Apple Music)    | Teaser                                  | 97              |
| Латвія (Apple Music)      | Sheikh                                  | 3               |
| Росія (Apple Music)       | Sheikh                                  | 6               |
| Естонія (Apple Music)     | Sheikh                                  | 7               |
| Литва (Apple Music)       | Sheikh                                  | 10              |
| Молдова (Apple Music)     | Sheikh                                  | 10              |
| Україна (Apple Music)     | Sheikh                                  | 22              |
| Таджикистан (Apple Music) | Sheikh                                  | 34              |
| Казахстан (Apple Music)   | Sheikh                                  | 57              |
| Азербайджан (Apple Music) | Sheikh                                  | 66              |
| Киргизстан (Apple Music)  | Sheikh                                  | 86              |
| Кіпр (Apple Music)        | Sheikh                                  | 95              |
| Естонія (Apple Music)     | Tatu                                    | 4               |
| Латвія (Apple Music)      | Tatu                                    | 4               |
| Росія (Apple Music)       | Tatu                                    | 5               |
| Молдова (Apple Music)     | Tatu                                    | 9               |
| Литва (Apple Music)       | Tatu                                    | 18              |
| Україна (Apple Music)     | Tatu                                    | 21              |
| Таджикистан (Apple Music) | Tatu                                    | 36              |
| Казахстан (Apple Music)   | Tatu                                    | 53              |
| Киргизстан (Apple Music)  | Tatu                                    | 78              |
| Естонія (Apple Music)     | Bestie                                  | 3               |
| Латвія (Apple Music)      | Bestie                                  | 6               |
| Росія (Apple Music)       | Bestie                                  | 7               |
| Молдова (Apple Music)     | Bestie                                  | 8               |
| Литва (Apple Music)       | Bestie                                  | 21              |
| Таджикистан (Apple Music) | Bestie                                  | 22              |
| Україна (Apple Music)     | Bestie                                  | 26              |
| Казахстан (Apple Music)   | Bestie                                  | 49              |
| Киргизстан (Apple Music)  | Bestie                                  | 62              |
| Азербайджан (Apple Music) | Bestie                                  | 94              |
| Естонія (Apple Music)     | Ugu                                     | 6               |
| Латвія (Apple Music)      | Ugu                                     | 7               |
| Росія (Apple Music)       | Ugu                                     | 8               |
| Молдова (Apple Music)     | Ugu                                     | 11              |
| Литва (Apple Music)       | Ugu                                     | 19              |
| Україна (Apple Music)     | Ugu                                     | 27              |
| Таджикистан (Apple Music) | Ugu                                     | 65              |
| Казахстан (Apple Music)   | Ugu                                     | 66              |
| Киргизстан (Apple Music)  | Ugu                                     | 96              |
| Естонія (Apple Music)     | Guf Diss                                | 8               |
| Латвія (Apple Music)      | Guf Diss                                | 9               |
| Росія (Apple Music)       | Guf Diss                                | 9               |
| Молдова (Apple Music)     | Guf Diss                                | 14              |
| Литва (Apple Music)       | Guf Diss                                | 24              |
| Україна (Apple Music)     | Guf Diss                                | 31              |
| Таджикистан (Apple Music) | Guf Diss                                | 32              |
| Казахстан (Apple Music)   | Guf Diss                                | 69              |
| Киргизстан (Apple Music)  | Guf Diss                                | 81              |
| Вірменія (Apple Music)    | Guf Diss                                | 92              |
| Естонія (Apple Music)     | CCTV                                    | 9               |
| Латвія (Apple Music)      | CCTV                                    | 10              |
| Росія (Apple Music)       | CCTV                                    | 11              |
| Молдова (Apple Music)     | CCTV                                    | 13              |
| Литва (Apple Music)       | CCTV                                    | 31              |
| Україна (Apple Music)     | CCTV                                    | 35              |
| Таджикистан (Apple Music) | CCTV                                    | 41              |
| Казахстан (Apple Music)   | CCTV                                    | 83              |
| Киргизстан (Apple Music)  | CCTV                                    | 91              |
| Естонія (Apple Music)     | Дор Блю                                 | 10              |
| Росія (Apple Music)       | Дор Блю                                 | 10              |
| Латвія (Apple Music)      | Дор Блю                                 | 11              |
| Молдова (Apple Music)     | Дор Блю                                 | 16              |
| Литва (Apple Music)       | Дор Блю                                 | 35              |
| Україна (Apple Music)     | Дор Блю                                 | 36              |
| Таджикистан (Apple Music) | Дор Блю                                 | 58              |
| Казахстан (Apple Music)   | Дор Блю                                 | 85              |
| Киргизстан (Apple Music)  | Дор Блю                                 | 95              |
| Латвія (Apple Music)      | B                                       | 12              |
| Росія (Apple Music)       | B                                       | 12              |
| Естонія (Apple Music)     | B                                       | 13              |
| Молдова (Apple Music)     | B                                       | 19              |
| Литва (Apple Music)       | B                                       | 36              |
| Україна (Apple Music)     | B                                       | 39              |
| Таджикистан (Apple Music) | B                                       | 57              |
| Латвія (Apple Music)      | Location                                | 14              |
| Естонія (Apple Music)     | Location                                | 15              |
| Росія (Apple Music)       | Location                                | 15              |
| Таджикистан (Apple Music) | Location                                | 23              |
| Молдова (Apple Music)     | Location                                | 24              |
| Литва (Apple Music)       | Location                                | 42              |
| Україна (Apple Music)     | Location                                | 43              |
| Естонія (Apple Music)     | Герой                                   | 14              |
| Латвія (Apple Music)      | Герой                                   | 20              |
| Росія (Apple Music)       | Герой                                   | 20              |
| Молдова (Apple Music)     | Герой                                   | 27              |
| Таджикистан (Apple Music) | Герой                                   | 42              |
| Україна (Apple Music)     | Герой                                   | 61              |
| Литва (Apple Music)       | Герой                                   | 66              |
| Латвія (Apple Music)      | Ночь, такси, заметки                    | 15              |
| Росія (Apple Music)       | Ночь, такси, заметки                    | 21              |
| Молдова (Apple Music)     | Ночь, такси, заметки                    | 25              |
| Естонія (Apple Music)     | Ночь, такси, заметки                    | 28              |
| Україна (Apple Music)     | Ночь, такси, заметки                    | 52              |
| Литва (Apple Music)       | Ночь, такси, заметки                    | 53              |
| Таджикистан (Apple Music) | Ночь, такси, заметки                    | 55              |
| Латвія (Apple Music)      | Balance                                 | 17              |
| Росія (Apple Music)       | Balance                                 | 18              |
| Естонія (Apple Music)     | Balance                                 | 23              |
| Молдова (Apple Music)     | Balance                                 | 26              |
| Литва (Apple Music)       | Balance                                 | 43              |
| Україна (Apple Music)     | Balance                                 | 53              |
| Латвія (Apple Music)      | Вставал падал                           | 24              |
| Росія (Apple Music)       | Вставал падал                           | 24              |
| Естонія (Apple Music)     | Вставал падал                           | 27              |
| Молдова (Apple Music)     | Вставал падал                           | 29              |
| Таджикистан (Apple Music) | Вставал падал                           | 54              |
| Україна (Apple Music)     | Вставал падал                           | 58              |
| Литва (Apple Music)       | Вставал падал                           | 73              |
| Латвія (Apple Music)      | Eeee                                    | 25              |
| Естонія (Apple Music)     | Eeee                                    | 30              |
| Росія (Apple Music)       | Eeee                                    | 30              |
| Молдова (Apple Music)     | Eeee                                    | 31              |
| Таджикистан (Apple Music) | Eeee                                    | 39              |
| Литва (Apple Music)       | Eeee                                    | 63              |
| Україна (Apple Music)     | Eeee                                    | 64              |
| Таджикистан (Apple Music) | Katrina                                 | 21              |
| Латвія (Apple Music)      | Katrina                                 | 26              |
| Росія (Apple Music)       | Katrina                                 | 31              |
| Естонія (Apple Music)     | Katrina                                 | 34              |
| Молдова (Apple Music)     | Katrina                                 | 36              |
| Литва (Apple Music)       | Katrina                                 | 67              |
| Україна (Apple Music)     | Katrina                                 | 71              |
| Естонія (Apple Music)     | *                                       | 25              |
| Латвія (Apple Music)      | *                                       | 29              |
| Росія (Apple Music)       | *                                       | 35              |
| Молдова (Apple Music)     | *                                       | 70              |
| Таджикистан (Apple Music) | *                                       | 97              |
| Латвія (Apple Music)      | Вернуть прошлое                         | 37              |
| Росія (Apple Music)       | Вернуть прошлое                         | 46              |
| Естонія (Apple Music)     | Вернуть прошлое                         | 48              |
| Таджикистан (Apple Music) | Вернуть прошлое                         | 56              |
| Молдова (Apple Music)     | Вернуть прошлое                         | 67              |
| Латвія (Apple Music)      | Я понял                                 | 39              |
| Росія (Apple Music)       | Я понял                                 | 48              |
| Естонія (Apple Music)     | Я понял                                 | 51              |
| Молдова (Apple Music)     | Я понял                                 | 62              |
| Таджикистан (Apple Music) | Я понял                                 | 81              |
| Латвія (Apple Music)      | 10 секунд тишины перед последним треком | 51              |
| Росія (Apple Music)       | 10 секунд тишины перед последним треком | 66              |
| Естонія (Apple Music)     | 10 секунд тишины перед последним треком | 67              |
| Молдова (Apple Music)     | 10 секунд тишины перед последним треком | 74              |
| Таджикистан (Apple Music) | 10 секунд тишины перед последним треком | 80              |